# Dorfkirche Wessin

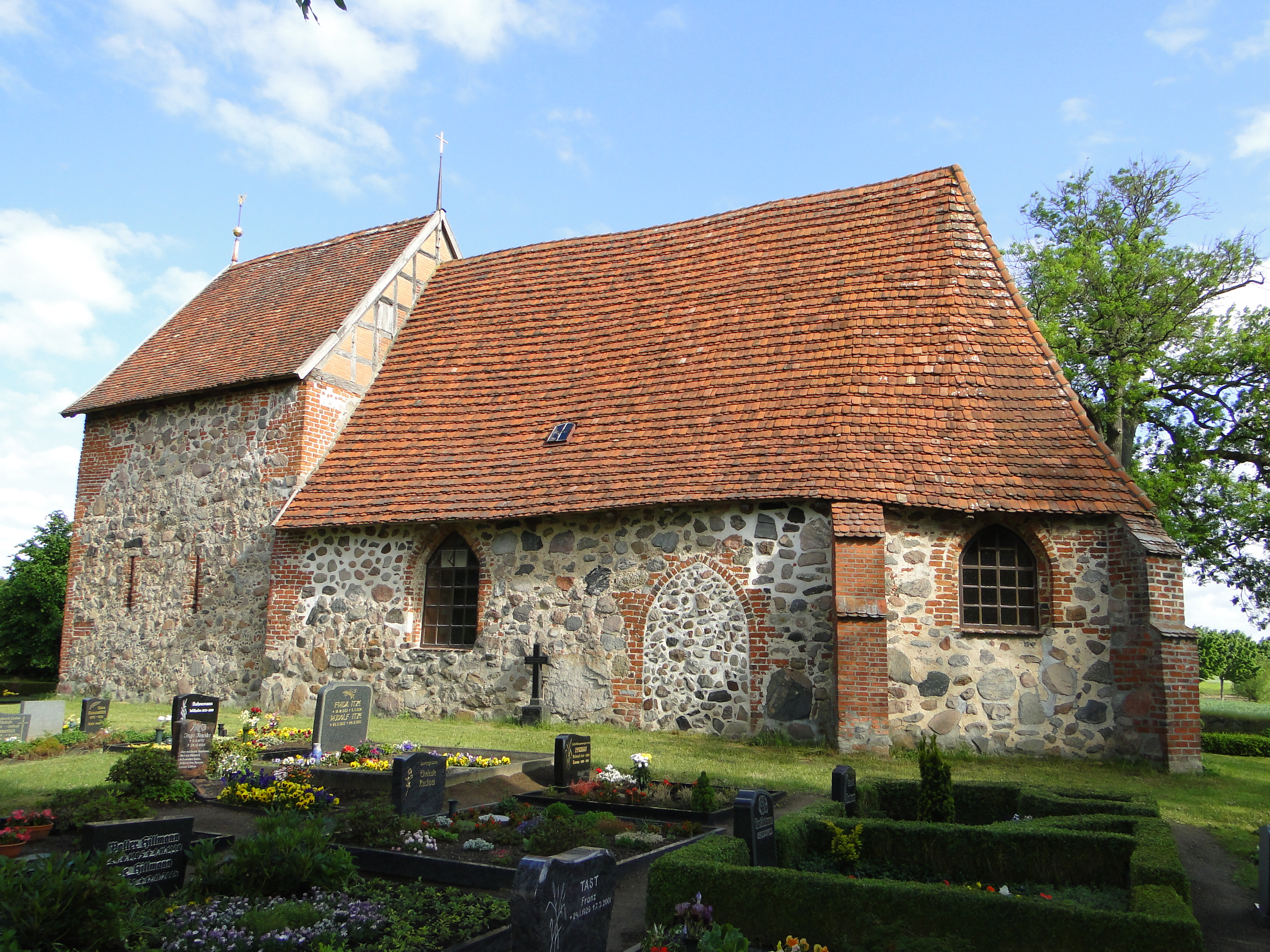
Dorfkirche in Wessin, 2012

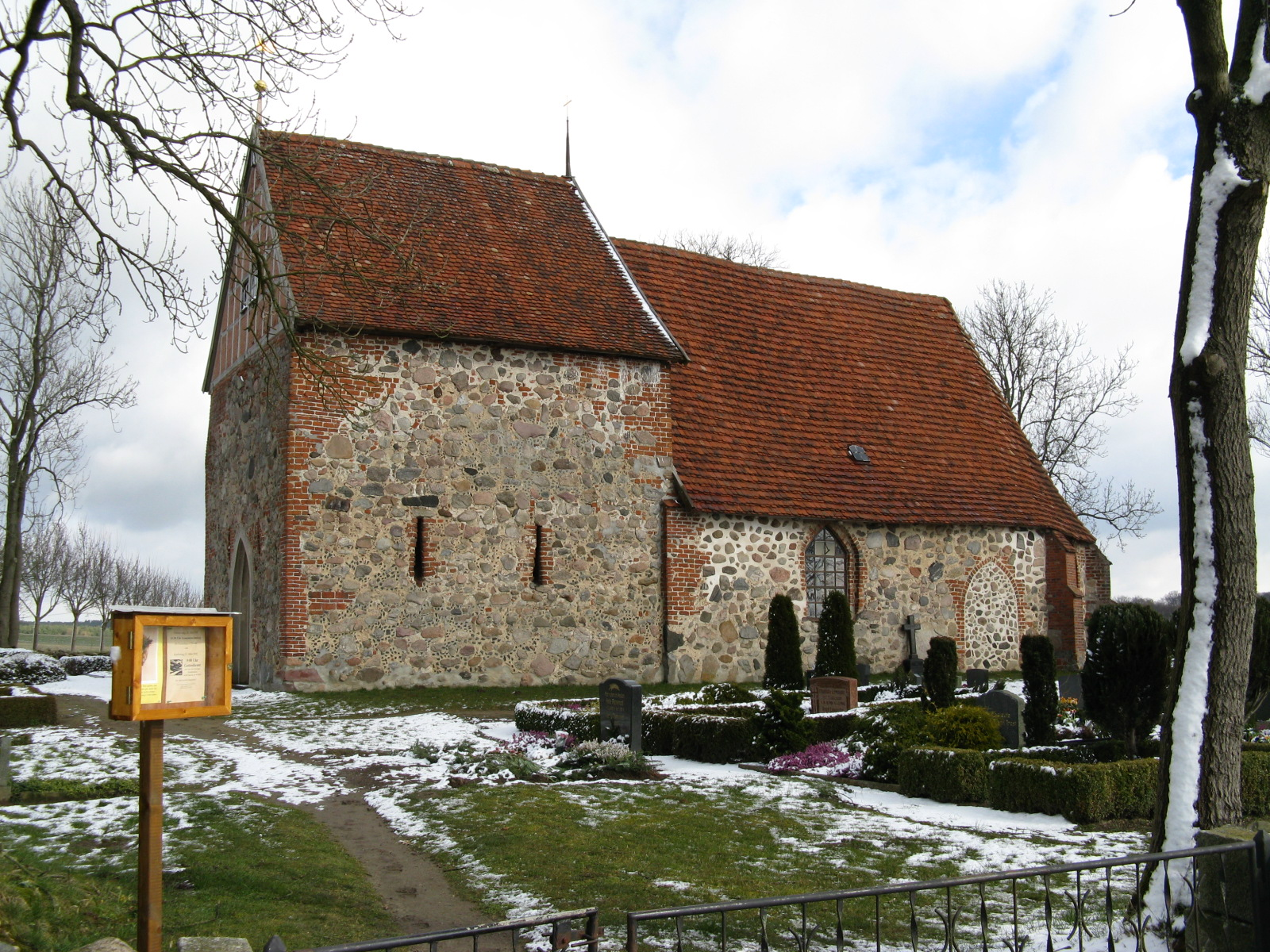
Turm und Südseite, 2008

Die Dorfkirche Wessin ist eine backsteingotische Feldsteinkirche in Wessin, einem heutigen Ortsteil der Stadt Crivitz im Landkreis Ludwigslust-Parchim in Mecklenburg-Vorpommern.

## Geschichte

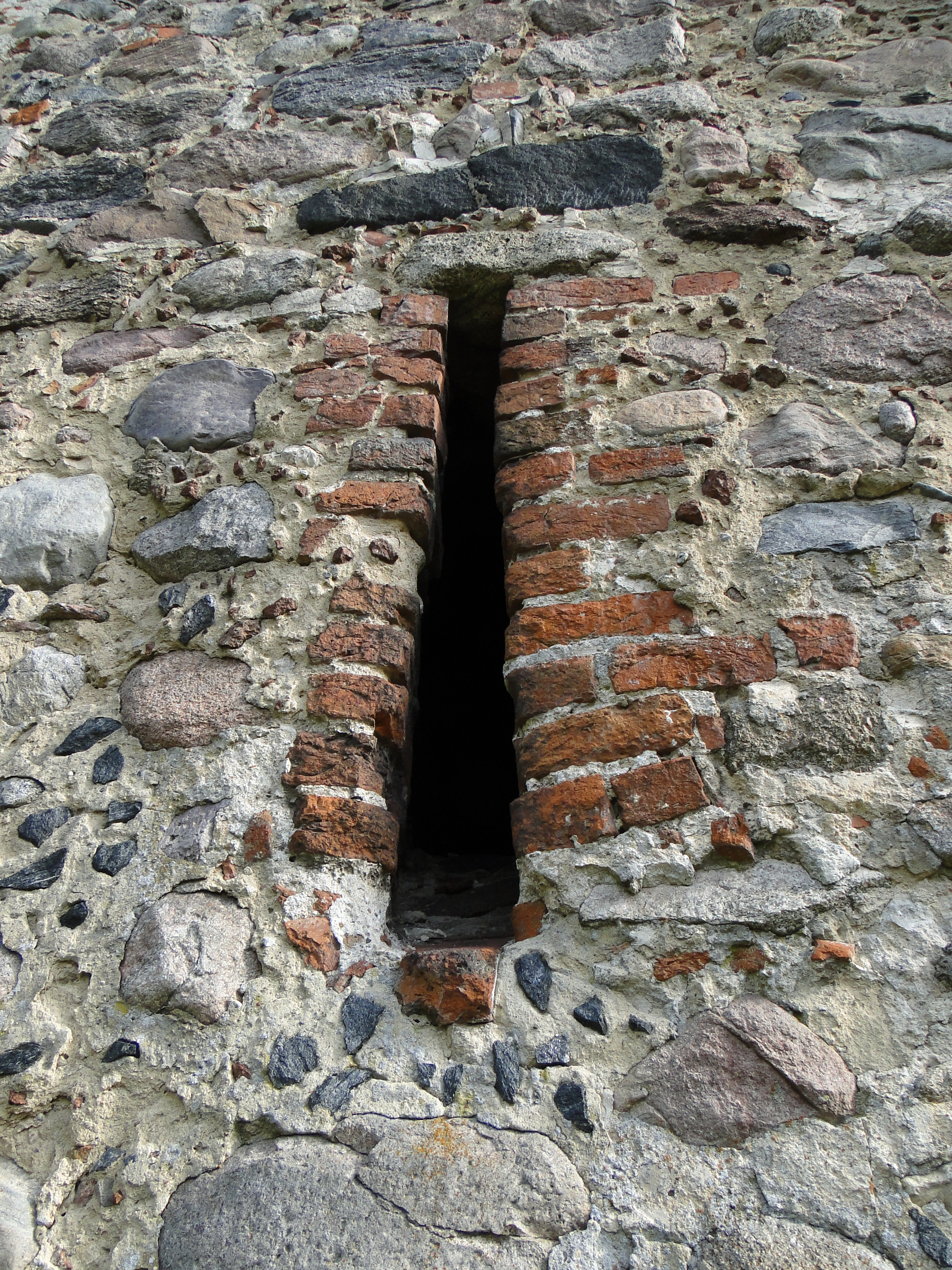
Schießscharte als Fensteröffnung, 2012

Seit 1230 gehörte Wessin zum Land Warnow. Pribislaw von Parchim-Richenberg ließ um 1250 die Grenzen zur Grafschaft Schwerin entlang des Teufelsbaches sichern. So dürfte man beim Wessiner Kirchenbau Ende des 13. Jahrhunderts großen Wert auf die Wehrhaftigkeit gelegt haben. Davon zeugen heute noch die Schießscharten im massiven Kirchturm.
Als Dorf wurde Wessin erstmals am 31. Mai 1391 genannt. Rudolf und Johann von Mecklenburg verpfänden Curd von Restorff Bede in Wessin und höchstes Gericht in Wessin und Radepohl. Damals gab es schon das Kirchspiel Wessin und die Feldsteinkirche soll schon gestanden haben.
Hatten 1337 die Ritter von Mallin das Nachbardorf Radepohl noch in Besitz, gehörte danach fast 300 Jahre lang den Familien von Restorff neben der Bede, dem höchsten Gericht und dem Kirchenlehen von Wessin auch das Gut Radepohl. 1487 war Cord von Restorff auf Radepohl ansässig und 1586 ein Curt von Restorff auf Wessin.
Erst ab Mitte des 17. Jahrhunderts wechselten häufiger die Besitzer des abseits der Kirche gelegenen Hofes mit zugehörigem Kirchenpatronat. Darunter waren ab 1670 die von Wenkstern, von Passow und 1688 die von Sperling. Der Dreißigjährige Krieg (1618–1648) konnte der Wehrkirche nichts anhaben, doch 1644 hatten die schwedischen Truppen des Oberst Hunnich nach den Klosterdörfern Mestlin und Ruest auch Wessin geplündert und ruiniert. Das Kirchenpatronat oblag nach diesen Jahren dem Oberstleutnant Klaus Christoph von Koss auf Radepohl und Wessin.
Von 1682 bis 1690 gab es zwischen den von Koss und Magnus Friedrich von Barner auf Bülow diverse Rechtsstreitigkeiten um das Wessiner Kirchenpatronat, wie Prozessakten des Reichskammergerichts belegen. Die von Barner behaupteten sogar, einer ihrer Vorfahren hätte die Erlaubnis zum Kirchenbau vom Papst in Rom erhalten. Hatten 1709 die von Sperling aus Wessin das Kirchenpatronat noch inne, so ging es 1723 an die von Passow über und Ende des 18. Jahrhunderts war es endgültig an die von Barner auf Bülow gefallen. 1742 ging Sophia von Passow aus Radepohl als Konventualin ins Kloster Dobbertin. 1847 gab es Beschwerden des Wessiner Predigers gegen die Kirchenpatrone Willrath aus Wessin und Heinrich Driver aus Radepohl wegen ständiger Beleidigungen während der Predigten. Von 1793 bis 1909 wechselten noch achtmal die Besitzer.
Ab 1908 wurde die Wessiner Kirche von der Kladrumer Dorfkirche aus verwaltet.

## Baugeschichte

### Äußeres
Die aus Feld- und Backsteinen in unregelmäßigem Mischmauerwerk errichtete kleine Kirche ist ein flachgedeckter Saalbau. Der dreiseitige Chor wurde mit abgetreppten Strebepfeilern versehen. Der niedrige, aus der Achse gedrückte längs-rechteckige Westturm gibt mit seinen beidseitigen sehr schmalen und langgezogenen Öffnungen eine wehrhafte Erscheinung ab. Auf dem Feldsteinturm mit seinen ost- und westseitigen Fachwerkgiebeln ist das Satteldach mit Biberschwanzdachziegeln eingedeckt. Die Neueindeckung erfolgte vor 1995 mit den alten Dachziegeln der Crivitzer Kirche.

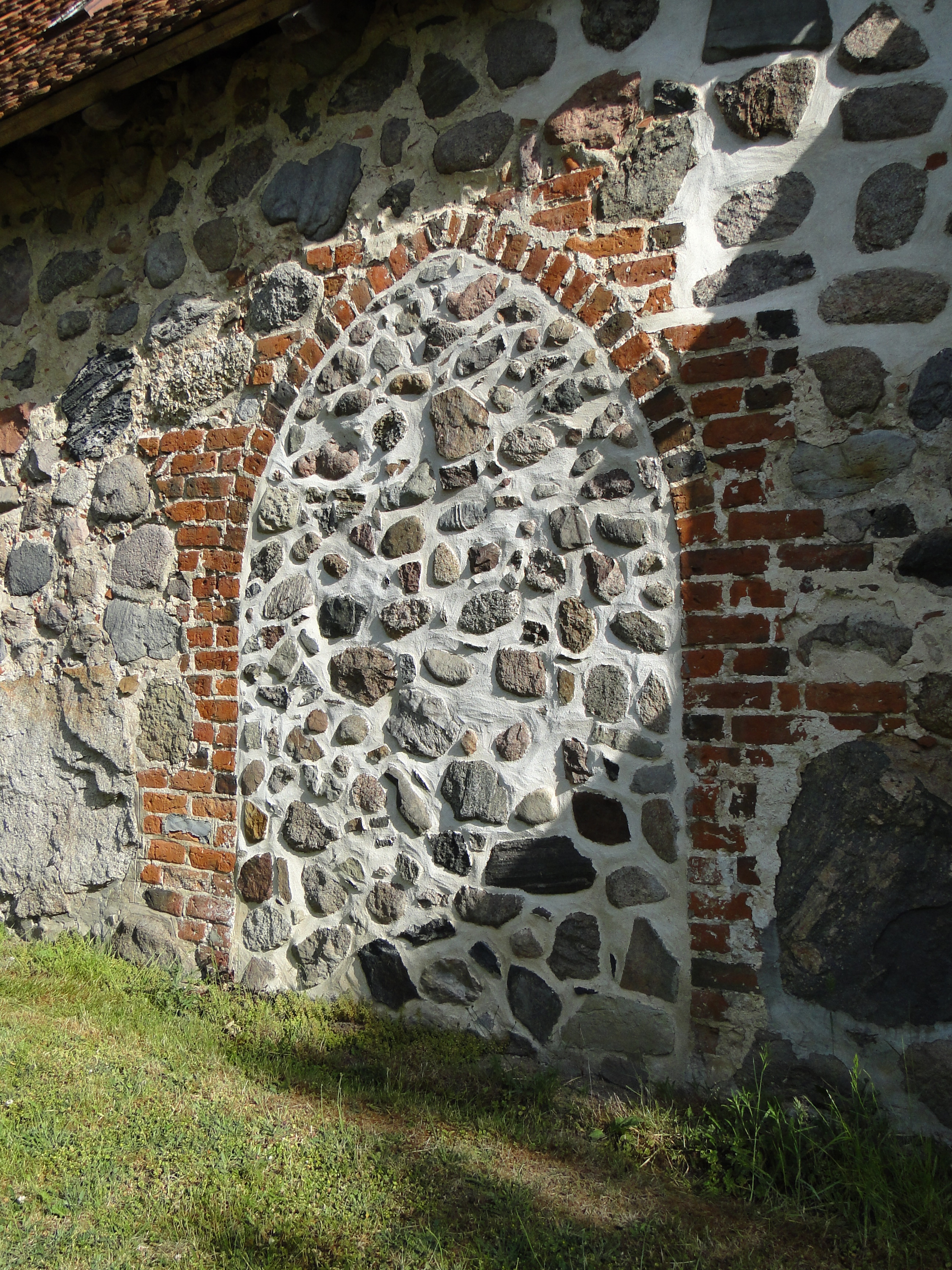
Vermauertes Portal, 2012

Das Westportal wurde im 18. Jahrhundert verändert. Über der Verbindungstür zwischen dem Turm und der Kirche ist noch die alte Türlaibung erhalten geblieben. Auf der Nord- und Südseite des Kirchenschiffes befinden sich nur je ein gedrücktes spitzbogiges, mit der Traufe abschließendes und mit Eisensprossen versehenes Fenster. Dagegen hat die Chorwand vier gedrückt spitzbogige Fenster. Die Fenster sind alle beim letzten Umbau verändert worden. Auf der Südseite befindet sich zum Chor hin ein mit Feldsteinen vermauertes Portal mit Spitzbogen, das wahrscheinlich der Zugang zur ehemaligen Sakristei war. Auf der Nordseite ist eine mit einem Rundbogen zugemauerte Öffnung, die ein Eingang zu einem Grabgewölbe gewesen sein soll.
Nach Aufhebung der Patronatsverhältnisse wurden ab 1919 an der Wessiner Dorfkirche nur wenige Reparaturen durchgeführt. Mit Zunahme der Schäden und teilweisen Deckeneinsturz musste 1982 aus Sicherheitsgründen die Kirche gesperrt werden. Sie verfiel danach zu einer Ruine.
Durch den Einsatz der Dorfbewohner und der kleinen Kirchgemeinde gelang es in den Jahren 1990–1995 die Kirche zu sichern, zu sanieren und ab 1995 auch wieder zu nutzen. Das Dach mit der Tragwerkskonstruktion und Feldsteinfassaden vom Kirchenschiff weisen erhebliche Schäden auf und werden seit 2021 saniert.

### Inneres

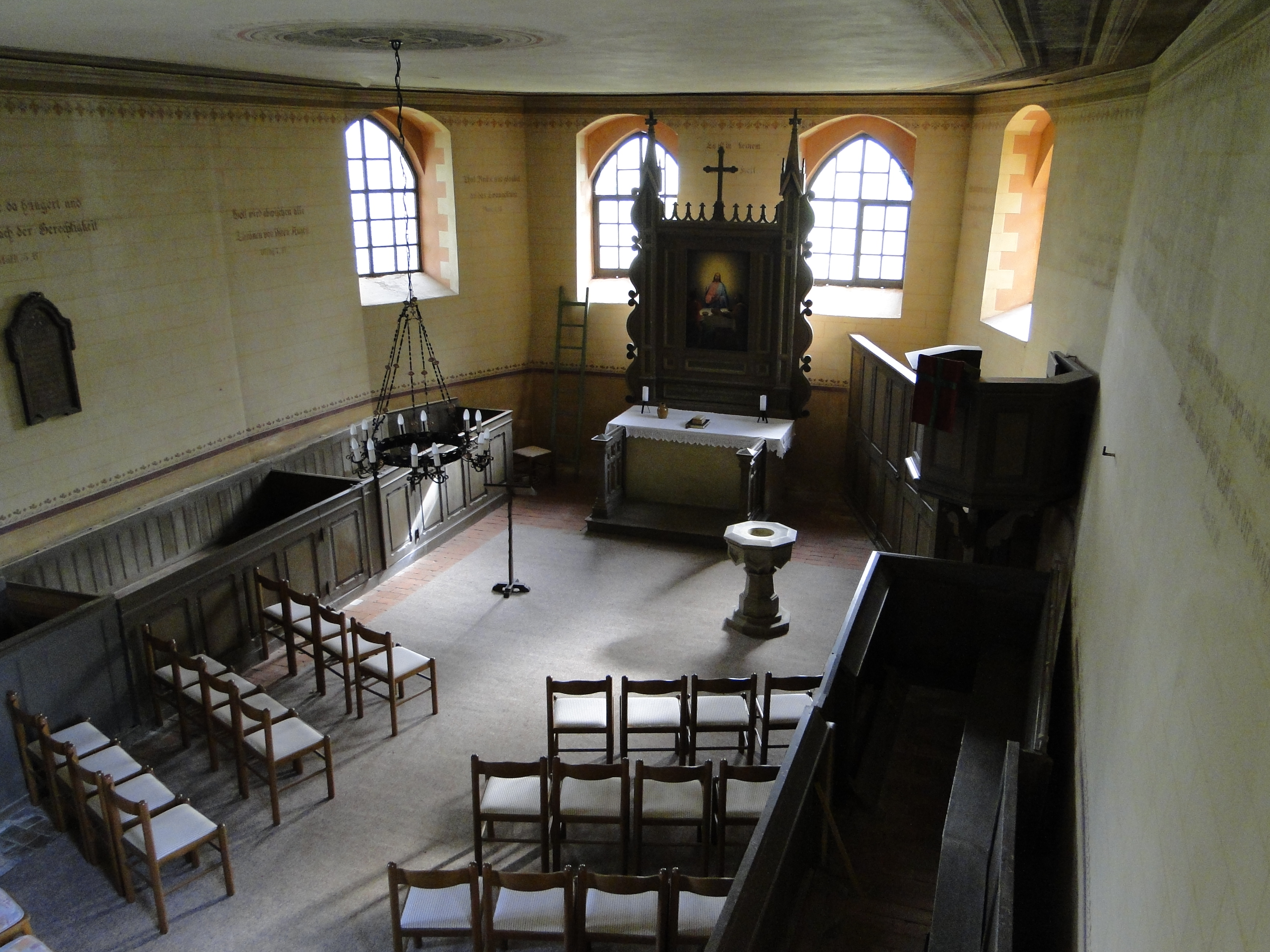
Innenraum der Kirche, 2012

Der Innenraum wird von einer flachen abgeputzten Holzdecke überspannt und ist mit einem umlaufenden Band von Weinlaubranken bemalt. Bei den im 18. Jahrhundert erfolgten Erneuerungen wurden die älteren Wandmalereien durch den aufgebrachten Putz zerstört. Die neue Ausmalung bezeichnete man daher auch als eine geschmacklose Art von Stubenmalerei. Auf der heutigen Quaderimitation der Wandflächen sind Reste von Bibelsprüchen erkennbar. Die Wand- und Deckenmalereien wurden 1995 durch den Restaurator Andres Weiß aus Teschvitz auf Rügen ausgeführt.
Von der alten Einrichtung der Kirche ist nichts erhalten geblieben. Auch die in Holzschnitzerei ausgeführten Wappen der Kirchenpatrone sind verschollen. Die vorhandene neugotische Ausstattung ist wohl aus der zweiten Hälfte des 19. Jahrhunderts.

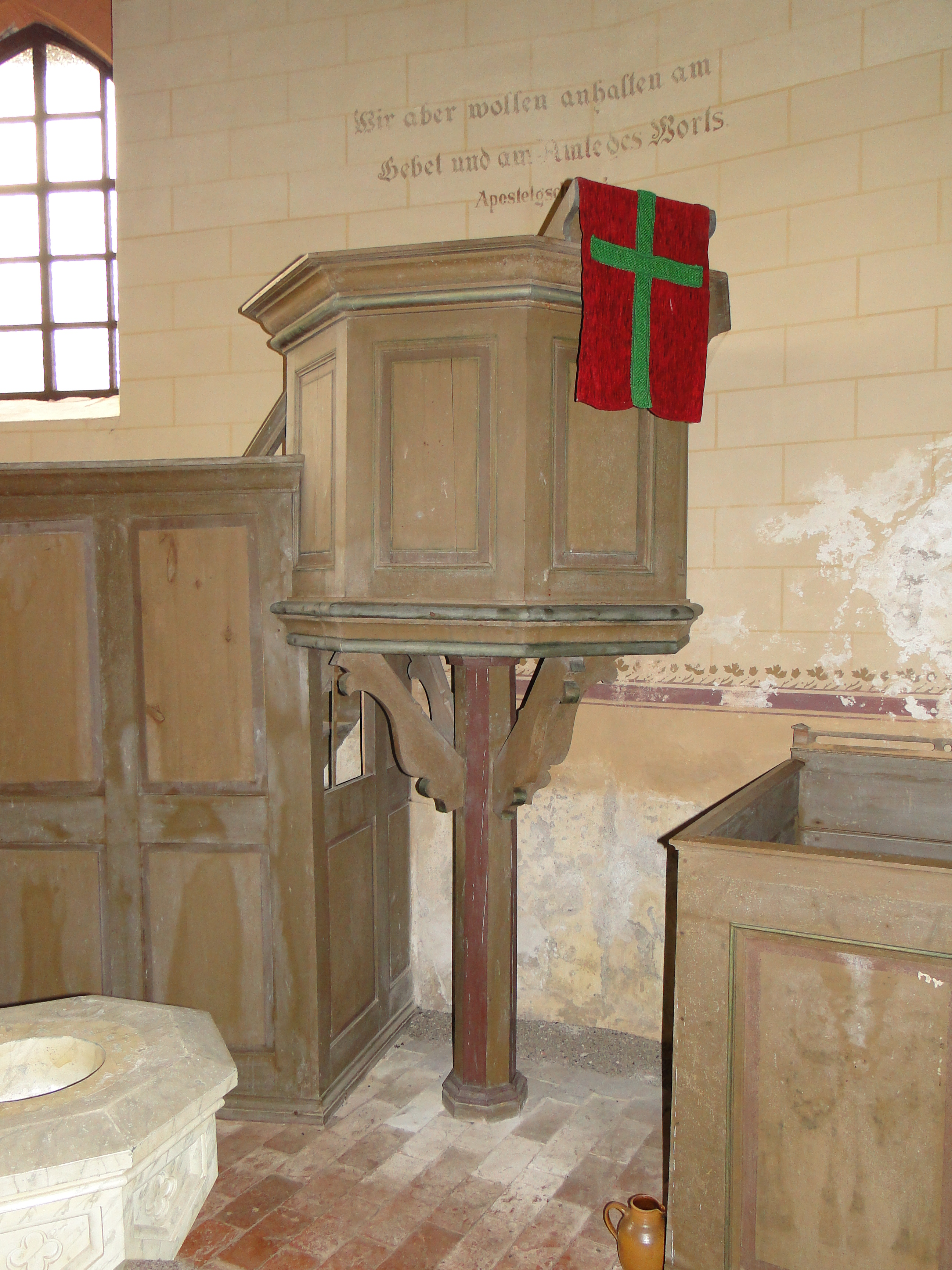
Kanzelkorb, 2012

#### Kanzel und Altar
Die Kanzel und der Altar sind schlicht und einfach. Das Altarbild zeigt Jesus mit den Emmausjüngern.

#### Orgel
Auf der Westempore ohne Orgel befindet sich seit 1891 ein Harmonium.
Der Taufstein aus Betonguss ist eine neuzeitliche Zutat.

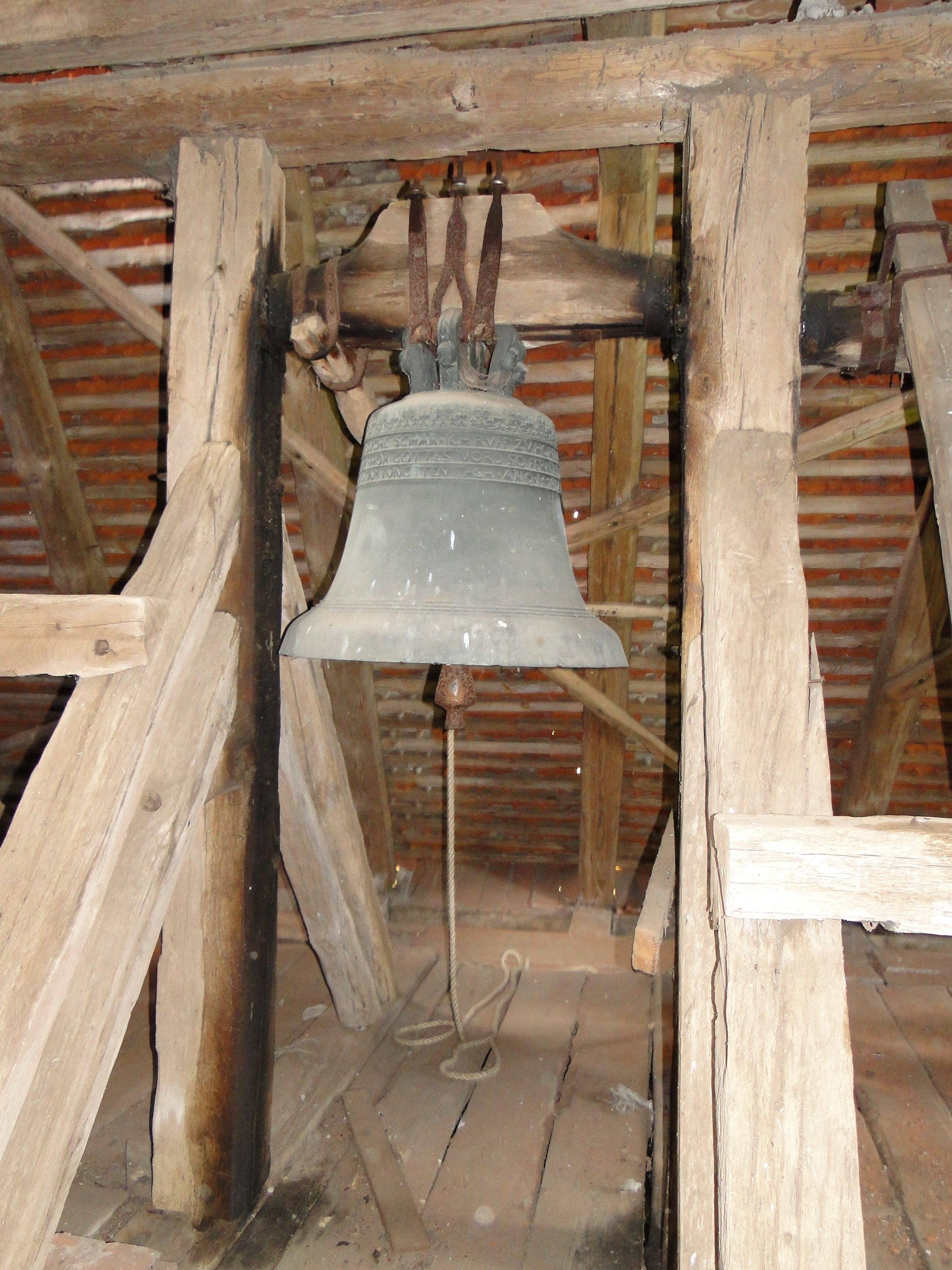
Bronzeglocke von 1578

#### Glocken
Im Turm hingen drei Bronzeglocken. Die große von 1722 hatte der Glockengießer Michael Begun gegossen. Die zweite und die kleinste wurden 1578 vom Parchimer Glockengießer David(th) Foute(ge)ch gegossen. Zwei Glocken sind in den Weltkriegen eingeschmolzen worden. Eine davon ließ die Reichsstelle für Metalle am 13. Februar 1943 abholen und in Hamburg einschmelzen. Heute hängt im Glockenstuhl nur noch die mittlere, 1578 umgegossene Bronzeglocke von 0,88 Metern Durchmesser.
Die Umschrift lautet: „ICH RVFE ZV HOREN GADS WORD KLAR DER MIT MINN KLAN DIC CHRITLICHE SCHAR - HOR GOTTES WORD SO FERN ES DIR GELIEBET DIE BASSON WEGEN KOM VND FOLGE MIR HER NA FROLICH TV HORN AM JVNGDTEN TACH ANO 1578 DAVITH FOUTEGE ME FECIT.“

## Heutige Kirchengemeinde
Die Wessiner und Bülower Kirchen gehören zur Kirchengemeinde Kladrum. Die Kirchengemeinden Kladrum, Mestlin und Techentin mit ihren insgesamt neun Dorfkirchen gehören zur Propstei Parchim im Kirchenkreis Mecklenburg der Nordkirche. Das Pastorat befindet sich in Mestlin. Heute finden in der Wessiner Kirche monatlich Gottesdienste statt.

## Pastoren
Namen und Jahreszahlen bezeichnen die nachweisbare Erwähnung als Pastor.
- erwähnt 1572 Johann vom Berge
- erwähnt 1598 Martin Behrens (Berens)
- erwähnt 1598 Heinrich Süllstorf
- 1616–1620 Johann Schliemann
- 1620–1650 Ulrich Senst (Senstius)
- 1682–1722 Andreas Schwieger.[10]
- 1724–1736 Christoph Johann Dolge aus Goldberg
- 1745–1750 Gotthard Georg Studemund aus Lübz, ab 1758 Pastor im Kloster Dobbertin
- 1751–1757 Detlev Böttger, danach in Neukalen
- 1758–1770 Joachim Wilhelm Heller, danach in Gorlosen
- 1770–1771 Clamer Julius Werkamp
- 1771–1784 Johann Ernst Christoph Müller, danach in Parchim
- 1785–1794 Johann Joachim Christoph Metelmann, danach in Prestin
- 1795–1810 Johann Friedrich Schachschneider, starb 1812 an Nervenfieber
- 1827–1838 Friedrich Joachim Johann August Schütze, danach Krakow am See[11]
- 1839–1848 Theodor Joachim Wilhelm Mecklenburg, danach Zapel[12]
- 1849–1866 Albert Wilhelm Kindler, ab 1835 Pastor in Kladrum, zusätzlich auch in Bülow, 1866 Kirchenrat[13]
- 1866–1871 Friedrich Jacob Tönnies Nicolaus Möller, 1884 in Groß Trebbow[14]
- 1871–1882 Adolph Christoph Johann Joachim Gabriel Schulz, danach Friedrichshagen[15]
- 1883–1903 Johannes Carl Ferdinand Peter Albrecht, vorher Hilfsprediger in Parchim[16]
- 1904–1907 Heinrich August Hermann Louis Adolf Weißenborn, danach in Badendiek
- erwähnt 1908 Friedrich Wilhelm Julius Conrad Köhler, als Pastor in Kladrum mit verwaltet
- 1950–1952 Willi Paape, als Pfarrhelfer[17]
- 1974–1976 Hans-Joachim Heyde, vorher Predigerseminar[18]
- 2022 aktuell Kornelius Taetow aus Mestlin

### Gedruckte Quellen
Mecklenburgisches Urkundenbuch (MUB)
Mecklenburgische Jahrbücher (MJB)

### Ungedruckte Quellen
Landeshauptarchiv Schwerin (LHAS)
- LHAS 5.12-3/1 Mecklenburgisch-Schwerinsches Ministerium des Innern. Landgemeinde Wessin 1910–1950.
- LHAS 5.12-4/3 Ministerium für Landwirtschaft, Domänen und Forsten, Abt. Siedlungsamt.
- LHAS 5.12-7/1 Mecklenburg-Schwerinsches Ministerium für Unterricht, Kunst, geistliche und Medizinalangelegenheiten. Nr. 4611 Ritterschaftliche Schule zu Wessin 1866–19320, Nr. 7657 Stelleneinkommen der Pfarre Wessin 1906–1922, Nr. 8712 Die Pfarre zu Wessin 1924–1925.
- LHAS 9.1-1 Reichskammergericht. Prozeßakten 1495–1806, Nr. 861.

Landeskirchliches Archiv Schwerin (LKAS)
- LKAS, OKR Schwerin, Abt. 4, 007, 010, 021, 023, 024, 026.
- LKAS, OKR Schwerin, Personalia und Examina, K049, P001.
- LKAS, OKR Schwerin, Pfarrarchiv Kladrum Nr. 045, Friedhof Wessin 1948–1988.